# Pietro Amigoni
Pietro Amigoni (Olginate, 13 gennaio 1904 – Roma, 28 agosto 1963) è stato un politico italiano.

## Biografia
Industriale, impegnato in politica con la Democrazia Cristiana. Viene eletto senatore della Repubblica Italiana alle elezioni politiche del 1953, confermando il proprio seggio anche a quelle del 1958 e del 1963. Muore pochi mesi dopo l'inizio della IV Legislatura, all'età di 59 anni, venendo sostituito a Palazzo Madama da Giovanni Lombardi.
Successivamente in suo onore viene intitolata una strada nel comune di Olginate.